# لوفتون (محطة مترو أنفاق لندن)
لوفتون (بالإنجليزية: Loughton)‏ هي إحدى محطات مترو أنفاق لندن. تقع على خط سينترال أفتتحت في المنطقة (Zone) رقم 6 أفتتحت في 22 أغسطس 1856، 21 نوفمبر 1948.